# Kōstas Vasileiadīs
Kōnstantinos Vasileiadīs, detto Kōstas (in greco Κωνσταντίνος "Κώστας" Βασιλειάδης?; Salonicco, 15 marzo 1984), è un cestista greco.

## Carriera
Ha giocato in Italia nella seconda parte della stagione 2008-09, contribuendo in maniera decisiva alla salvezza della Sutor Montegranaro.
Con la Grecia ha disputato i Campionati europei del 2011 e i Campionati mondiali del 2014.

## Palmarès

### Squadra
- Campionato spagnolo: 1

Málaga: 2005-06

### Individuale
- All-ULEB Eurocup First Team: 1

Bilbao Berri: 2012-13